# Colorful Daegu Championships Meeting
Le Colorful Daegu -Championships Meeting est un meeting d'athlétisme organisé à Daegu. L'édition 2010 se veut un précurseur des Championnats du monde d'athlétisme 2011 qui se dérouleront dans la même ville de Corée du Sud. Il s'est déroulé le mercredi 19 mai 2010 de 18 h 20 à 21 h 30, les compétitions débutant à 19 h 00 et les cérémonies de récompense de 21 h 00 à 21 h 30 au stade de Daegu. 16 épreuves ont été organisées (8 masculines et 8 féminines ; 11 sur piste et 5 concours). Le meeting se déroulait au Stade de Daegu.

## Records du meeting

### Hommes
| Épreuve           | Record             | Athlète              | Nationalité    | Date              | Réf. |
| ----------------- | ------------------ | -------------------- | -------------- | ----------------- | ---- |
| 100 m             | 9 s 86 (+0.1 m/s)  | Usain Bolt           | Jamaïque       | 19 mai 2010       |      |
| 200 m             | 19 s 65 (0.0 m/s)  | Wallace Spearmon     | États-Unis     | 28 septembre 2006 |      |
| 400 m             | 44 s 72            | Kirani James         | Grenade        | 16 mai 2012       |      |
| 800 m             | 1 min 43 s 51      | Mohammed Aman        | Éthiopie       | 16 mai 2012       |      |
| 110 m haies       | 13 s 11 (-0.2 m/s) | David Oliver         | États-Unis     | 19 mai 2010       |      |
| 400 m haies       | 48 s 72            | L. J. van Zyl        | Afrique du Sud | 2008              |      |
| 3 000 m steeple   | 8 min 12 s 08      | Hillary Kipsang Yego | Kenya          | 12 mai 2011       |      |
| Saut en hauteur   | 2,25 m             | Trevor Barry         | Bahamas        | 16 mai 2012       |      |
| Saut en longueur  | 7,99 m (+0.8 m/s)  | Ignisious Gaisah     | Ghana          | 16 mai 2012       |      |
| Triple saut       | 17,50 m            | Aarik Wilson         | États-Unis     | 3 octobre 2007    |      |
| Lancer du poids   | 21,14 m            | Ryan Whiting         | États-Unis     | 16 mai 2012       |      |
| lancer du javelot | 86,95 m            | Teemu Wirkkala       | Finlande       | 25 septembre 2009 |      |

### Femmes
| Épreuve           | Record             | Athlète                | Nationalité | Date              | Réf. |
| ----------------- | ------------------ | ---------------------- | ----------- | ----------------- | ---- |
| 100 m             | 10 s 83            | Carmelita Jeter        | États-Unis  | 25 septembre 2009 |      |
| 200 m             | 22 s 38 (+0.4 m/s) | Allyson Felix          | États-Unis  | 12 mai 2011       |      |
| 800 m             | 2 min 00 s 51      | Kenia Sinclair         | Jamaïque    | 19 mai 2010       |      |
| 1 500 m           | 4 min 03 s 52      | Anna Mishchenko        | Ukraine     | 12 mai 2011       |      |
| 100 m haies       | 12 s 60            | Brigitte Foster-Hylton | Jamaïque    | 25 septembre 2009 |      |
| Saut en hauteur   | 1,94 m             | Xingjuan Zheng         | Chine       | 12 mai 2011       |      |
| Saut en hauteur   | 1,94 m             | Marina Aitova          | Kazakhstan  | 12 mai 2011       |      |
| Saut à la perche  | 4,80 m             | Elena Isinbaeva        | Russie      | 3 octobre 2007    |      |
| Saut en longueur  | 6,90 m             | Tatyana Lebedeva       | Russie      | 3 octobre 2007    |      |
| Lancer du marteau | 77,24 m            | Betty Heidler          | Allemagne   | 16 mai 2012       |      |